# Alberto Massucco
Alberto Felice Simone Massucco (Cuorgnè, 15 marzo 1949) è un politico italiano.

## Biografia
Alle elezioni politiche del 2001 viene eletto al Senato della Repubblica nelle liste di Alleanza Nazionale (coalizione Casa delle Libertà), nella circoscrizione Piemonte, divenendo membro della X commissione (Industria, commercio e turismo).